# ブレット・ウォレス
- ブレット・ウォーレス
- ブレット・ウォーレース
- ブレット・ウォラス

ブレット・アレクサンダー・ウォレス（Brett Alexander Wallace, 1986年8月26日 - ）は、アメリカ合衆国カリフォルニア州ソノマ郡ソノマ出身のプロ野球選手（内野手）。右投左打。現在は、フリーエージェント（FA）。

## 経歴

### プロ入り前
2005年のMLBドラフト42巡目（全体1253位）でトロント・ブルージェイズから指名されたが、アリゾナ州立大学へ進学。2007年7月にはブラジルのリオデジャネイロで行われた第15回パンアメリカン競技大会における野球競技のアメリカ合衆国代表に選出され、銀メダルを獲得した。

### プロ入りとマイナー時代
2008年のMLBドラフト1巡目（全体13位）でセントルイス・カージナルスに指名され、7月1日に契約。1年目からマイナーでOPS.900を超える成績を残す。同年7月24日にマット・ホリデイとのトレードで、クレイトン・モーテンセン、シェーン・ピーターソンと共にオークランド・アスレチックスへ移籍した。
2009年12月16日にはマイケル・テイラーとのトレードで、ブルージェイズへ移籍。同時に三塁手から一塁手へ転向した。
2010年はAAA級ラスベガス・フィフティワンズで打率.301、18本塁打、OPS.868を記録した。

### アストロズ時代
2010年7月29日にアンソニー・ゴースとのトレードで、ヒューストン・アストロズへ移籍した。7月31日のミルウォーキー・ブルワーズ戦でメジャーデビューを果たした。アストロズではランス・バークマンの後継者としての期待がかけられたが、1年目は51試合の出場で打率.222、2本塁打、13打点と結果を残せなかった。
2011年は開幕から正一塁手として活躍し、4月には月間打率.388を記録。しかし、その後は打率が下降した。8月にはAAA級オクラホマシティ・レッドホークスへ降格となった。シーズン終了後、アストロズは復調のきっかけを与えるために、ウォレスをドミニカ共和国のウィンターリーグに派遣した。しかし、20試合に出場して打率.173と振るわず、11月19日に所属チームから解雇された。
2012年、66試合に出場して打率.253、9本塁打、24打点を記録。長打率、OPSでも自己最高の成績をマークしたが、出場試合数を超える三振を喫した。
2013年、79試合に出場したが、前年と同数の58安打に留まった。出場試合数が増加し、それに伴い打数も増加したにもかかわらず安打が前年と同数だったため、打率は自己最低の.221まで下降した。13本塁打・36打点はいずれも自己ベストの数字だった。
2014年2月6日にジェローム・ウィリアムズの加入に伴って戦力外となった。2月12日に40人枠を外れる形でAAA級オクラホマシティへ配属され、3月12日に放出された。

### アストロズ退団後
2014年3月23日にボルチモア・オリオールズとマイナー契約を結んだ。傘下のAAA級ノーフォーク・タイズで90試合に出場し、打率.265・10本塁打・35打点の成績を残した。7月14日に金銭トレードで、ブルージェイズへ移籍した。

### パドレス時代
2014年12月15日にサンディエゴ・パドレスとマイナー契約を結んだ。
2015年は開幕から傘下のAAA級エル・パソ・チワワズでプレーし、6月19日にメジャー契約を結んで25人枠入り。この年は64試合に出場して打率.302、5本塁打、16打点。特に代打では、打率.349（43打数15安打）、4本塁打だった。
2016年は自己最多の119試合に出場したものの、打率.189と落ち込んだ。オフに一旦FAとなったが、12月19日にマイナー契約で再契約した。
2017年4月2日に自由契約となった。

## 詳細情報

### 年度別打撃成績
| 年 度    | 球 団    | 試 合 | 打 席 | 打 数 | 得 点 | 安 打 | 二 塁 打 | 三 塁 打 | 本 塁 打 | 塁 打 | 打 点 | 盗 塁 | 盗 塁 死 | 犠 打 | 犠 飛 | 四 球 | 敬 遠 | 死 球 | 三 振 | 併 殺 打 | 打 率 | 出 塁 率 | 長 打 率 | O P S |
| -------- | -------- | ----- | ----- | ----- | ----- | ----- | -------- | -------- | -------- | ----- | ----- | ----- | -------- | ----- | ----- | ----- | ----- | ----- | ----- | -------- | ----- | -------- | -------- | ----- |
| 2010     | HOU      | 51    | 159   | 144   | 14    | 32    | 6        | 1        | 2        | 46    | 13    | 0     | 0        | 0     | 0     | 8     | 3     | 7     | 50    | 3        | .222  | .296     | .319     | .615  |
| 2011     | HOU      | 115   | 378   | 336   | 37    | 87    | 22       | 0        | 5        | 124   | 29    | 1     | 1        | 1     | 2     | 36    | 4     | 3     | 91    | 12       | .259  | .334     | .369     | .703  |
| 2012     | HOU      | 66    | 254   | 229   | 24    | 58    | 10       | 1        | 9        | 97    | 24    | 0     | 0        | 0     | 1     | 18    | 1     | 6     | 73    | 2        | .253  | .323     | .424     | .746  |
| 2013     | HOU      | 79    | 285   | 262   | 35    | 58    | 14       | 1        | 13       | 113   | 36    | 1     | 1        | 0     | 0     | 18    | 0     | 5     | 104   | 5        | .221  | .284     | .431     | .716  |
| 2015     | SD       | 64    | 107   | 96    | 14    | 29    | 6        | 0        | 5        | 50    | 16    | 0     | 0        | 0     | 0     | 10    | 1     | 1     | 31    | 1        | .302  | .374     | .521     | .895  |
| 2016     | SD       | 119   | 256   | 217   | 19    | 41    | 10       | 0        | 6        | 69    | 20    | 0     | 0        | 0     | 1     | 29    | 3     | 9     | 83    | 2        | .189  | .309     | .318     | .627  |
| MLB：6年 | MLB：6年 | 494   | 1440  | 1284  | 143   | 305   | 68       | 3        | 40       | 499   | 138   | 2     | 2        | 1     | 4     | 119   | 12    | 31    | 432   | 25       | .238  | .316     | .389     | .705  |

- 2018年度シーズン終了時

### 背番号
- 29（2010年 - 2013年）
- 39（2015年 - 2016年）

### 代表歴
- 2007年パンアメリカン競技大会野球アメリカ合衆国代表